# St. Engelbert (Remscheid)

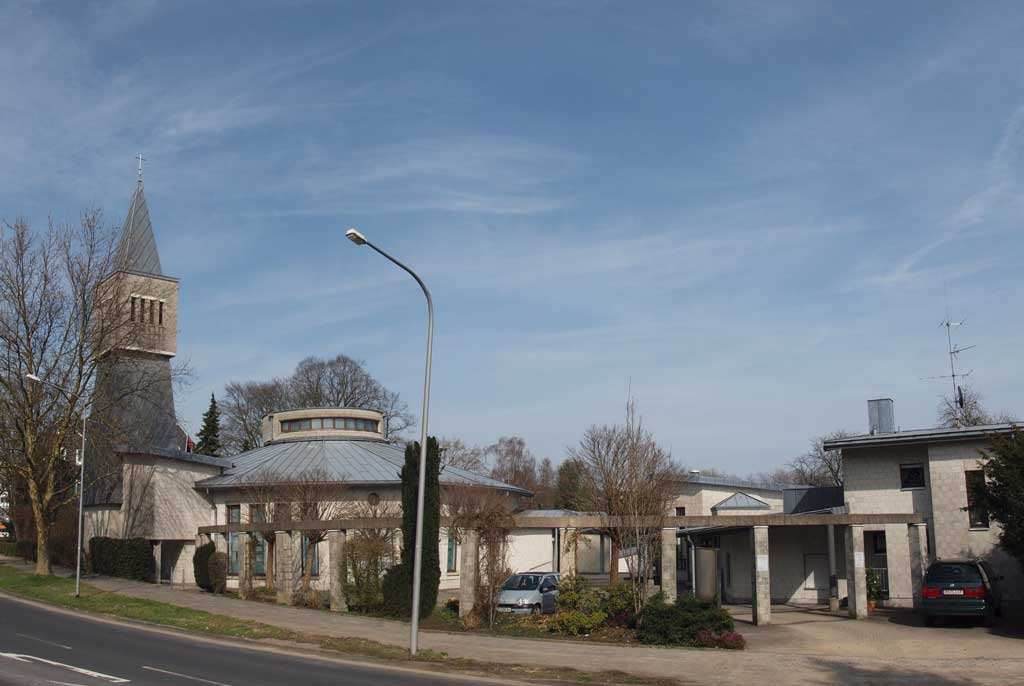
St. Engelbert mit Pfarrzentrum

Die Kirche St. Engelbert ist eine katholische Kirche im Remscheider Ortsteil Güldenwerth. Mit ihrem 25 Meter hohen Glockenturm prägt sie das Bild des Ortsteils. Die Kirche bietet etwa 150 Personen Platz. Die Kirche ist die jüngste der Stadt, die Grundsteinlegung fand am 19. Februar 1989, die Einweihung der Kirche am 27. Mai 1990 statt. Architekt war der Düsseldorfer Wilhelm Dahmen. Neben den Kirchen St. Suitbertus, St. Josef und St. Marien gehört sie seit der Fusion im Jahre 2011 zur Pfarrei St. Suitbertus, Remscheid. Die Kirche steht unter dem Patronat des heiligen Grafen Engelbert II. von Berg. In unmittelbarer Nähe befindet sich der Bahn-Haltepunkt Remscheid-Güldenwerth und eine Bushaltestelle.

## Architektur
Der Grundriss besteht im Wesentlichen aus zwei einander überschneidenden Kreisen. Über dem kleineren Kreis erhebt sich, hoch aufragend, der Altarraum, in dessen Zentrum der Altar steht.

## Ausstattung
Bert Gerresheim schuf das Bronzekreuz an der hinteren Wand. Die abstrakte künstlerische Gestaltung der beiden Fenster stammt von Prof. Johannes Schreiter. In dem größeren Kreis des Grundrisses sind die Bankreihen halbkreisförmig dem Altarraum zugewandt. Eine Kassettendecke aus Holz überspannt den ansonsten in abgestuften Grautönen gehaltenen Raum und verleiht ihm eine warme Note.

## Orgel
Die Orgel wurde 1996 von der Firma Kreienbrink in Osnabrück gebaut. Sie verfügt über 2 Manuale, 12 Register und 788 Pfeifen. Die Manualregister stehen auf Wechselschleifladen und sind damit wahlweise von jedem Manualwerk anspielbar. Die Spiel- und Registertrakturen sind mechanisch.

Orgelempore in St. Engelbert, Remscheid

| Manualwerke C– |            |        |
| 1.             | Hohlflöte  | 8′     |
| 2.             | Salicional | 8′     |
| 3.             | Coppel     | 8′     |
| 4.             | Prinzipal  | 4′     |
| 5.             | Flöte      | 4′     |
| 6.             | Nasard     | 2 ⁄3′  |
| 7.             | Schwegel   | 2′     |
| 8.             | Terz       | 1 3⁄5′ |
| 9.             | Mixtur IV  |        |
| 10.            | Oboe       | 8′     |

| Pedal C– |          |     |
| 11.      | Subbaß   | 16′ |
| 12.      | Gemshorn | 8′  |

- Koppeln: II/I, I/P, II/P

## Weitere Gebäude
Neben der Kirche steht das Pfarrzentrum mit der Bücherei und einem Kindergarten (1996 erbaut).

## Vorgängerbauten
In den Jahren 1932–1955 feierte man die Gottesdienste in einem Turnerheim, später im Saal der Gaststätte der Familie Hummel in Remscheid-Güldenwerth. Am 1. November 1954 errichtete der Kölner Erzbischof das seelsorgliche Rektorat „St. Engelbert“. Durch den Kauf der Villa Hentzen – mit einem großen Gartengrundstück (unweit nördlich der heutigen Kirche) – konnte 1955 eine provisorische Kapelle eingerichtet werden. Diese wurde am 13. Februar 1955 von Dechant Reuter geweiht. 
Die Gemeinde wuchs; die Kapelle in der Villa Hentzen wurde bald zu klein. 1963 kam es somit zum Bau einer schlichten Notkirche im Fertigbau-Verfahren. Diese wurde 1990 zusammen mit der als Pfarrhaus genutzten Villa verkauft und später abgerissen.